# Copa Mundial de Fútbol Sub-16 de 1985
La Copa Mundial Sub-16 de la FIFA 1985™ (en inglés: FIFA U-17 World Tournament for the Kodak Cup™) fue la I edición de la Copa Mundial de Fútbol Sub-17, realizado en la República Popular China. La primera edición tenía como límite de edad 16 años.

## Clasificación
En total fueron 16 equipos de las 6 confederaciones afiliadas a la FIFA los que tomaron parte en el Mundial Sub-17 de 1985.
| Clasificatorias | Clasificatorias | Clasificatorias | Clasificatorias | Clasificatorias | Clasificatorias |
| --------------- | --------------- | --------------- | --------------- | --------------- | --------------- |
| CAF             | AFC             | UEFA            | CONCACAF        | OFC             | CONMEBOL        |

| Equipos participantes | Equipos participantes | Equipos participantes | Equipos participantes |
| --------------------- | --------------------- | --------------------- | --------------------- |
| Alemania Federal      | Bolivia               | China                 | Italia                |
| Arabia Saudita        | Brasil                | Estados Unidos        | México                |
| Argentina             | Congo                 | Guinea                | Nigeria               |
| Australia             | Costa Rica            | Hungría               | Catar                 |

## Resultados
- Los horarios corresponden a la hora de Pekín (UTC+8)

Leyenda: Pts: Puntos; PJ: Partidos jugados; PG: Partidos ganados; PE: Partidos empatados; PP: Partidos perdidos; GF: Goles a favor; GC: Goles en contra; Dif: Diferencia de goles.

### Primera fase

#### Grupo A
| Equipo         | Pts | PJ | PG | PE | PP | GF | GC | Dif |
| -------------- | --- | -- | -- | -- | -- | -- | -- | --- |
| China          | 5   | 3  | 2  | 1  | 0  | 6  | 3  | 3   |
| Guinea         | 4   | 3  | 2  | 0  | 1  | 5  | 2  | 3   |
| Estados Unidos | 2   | 3  | 1  | 0  | 2  | 3  | 5  | -2  |
| Bolivia        | 1   | 3  | 0  | 1  | 2  | 2  | 6  | -4  |

| 31 de julio de 1985, 19:00 | China                | 1:1 (1:1) | Bolivia     | Estadio de los Trabajadores, Pekín                      |                                                         |
|                            | Xie Yuxin 28' (pen.) | Reporte   | Sánchez 13' | Asistencia: 80.000 espectadores Árbitro(s): Miklos Nagy | Asistencia: 80.000 espectadores Árbitro(s): Miklos Nagy |

| 31 de julio de 1985, 20:45 | Guinea    | 1:0 (0:0) | Estados Unidos | Estadio de los Trabajadores, Pekín                                  |                                                                     |
|                            | Koita 68' | Reporte   |                | Asistencia: 80.000 espectadores Árbitro(s): Fallaj Khuzam Al Shanar | Asistencia: 80.000 espectadores Árbitro(s): Fallaj Khuzam Al Shanar |

| 2 de agosto de 1985, 19:00 | China                                | 2:1 (2:0) | Guinea    | Estadio de los Trabajadores, Pekín                                |                                                                   |
|                            | Xie Yuxin 8' (pen.) · Guo Zhuang 27' | Reporte   | Sylla 42' | Asistencia: 40.000 espectadores Árbitro(s): Carlos Alfaro Venegas | Asistencia: 40.000 espectadores Árbitro(s): Carlos Alfaro Venegas |

| 2 de agosto de 1985, 20:45 | Bolivia        | 1:2 (1:0) | Estados Unidos           | Estadio de los Trabajadores, Pekín                            |                                                               |
|                            | Etcheverry 31' | Reporte   | Mc Phail 51' · Pride 64' | Asistencia: 40.000 espectadores Árbitro(s): Alhati Salahudeen | Asistencia: 40.000 espectadores Árbitro(s): Alhati Salahudeen |

| 4 de agosto de 1985, 19:00 | China                                             | 3:1 (3:0) | Estados Unidos | Estadio de los Trabajadores, Pekín                          |                                                             |
|                            | Cao Xiandong 20' · Guo Zhuang 22' · Sun Bowei 25' | Reporte   | Pride 75'      | Asistencia: 60.000 espectadores Árbitro(s): Carlos Esposito | Asistencia: 60.000 espectadores Árbitro(s): Carlos Esposito |

| 4 de agosto de 1985, 20:45 | Bolivia | 0:3 (0:2) | Guinea                             | Estadio de los Trabajadores, Pekín                      |                                                         |
|                            |         | Reporte   | Soumah 32' · Toure 37' · Koita 55' | Asistencia: 60.000 espectadores Árbitro(s): Miklos Nagy | Asistencia: 60.000 espectadores Árbitro(s): Miklos Nagy |

#### Grupo B
| Equipo           | Pts | PJ | PG | PE | PP | GF | GC | Dif |
| ---------------- | --- | -- | -- | -- | -- | -- | -- | --- |
| Australia        | 6   | 3  | 3  | 0  | 0  | 4  | 1  | 3   |
| Alemania Federal | 3   | 3  | 1  | 1  | 1  | 5  | 3  | 2   |
| Argentina        | 3   | 3  | 1  | 1  | 1  | 5  | 4  | 1   |
| Congo            | 0   | 3  | 0  | 0  | 3  | 4  | 10 | -6  |

| 31 de julio de 1985, 19:00 | Australia | 1:0 (1:0) | Argentina | Estadio Hongqiao, Tianjin                                       |                                                                 |
|                            | Naven 28' | Reporte   |           | Asistencia: 20.000 espectadores Árbitro(s): Joaquín Urrea Reyes | Asistencia: 20.000 espectadores Árbitro(s): Joaquín Urrea Reyes |

| 31 de julio de 1985, 20:45 | Congo     | 1:4 (0:2) | Alemania Federal                               | Estadio Hongqiao, Tianjin                                 |                                                           |
|                            | Kakou 73' | Reporte   | Mirwald 21' · Witeczek 38', 65' · Dammeier 56' | Asistencia: 20.000 espectadores Árbitro(s): Chen Shencgai | Asistencia: 20.000 espectadores Árbitro(s): Chen Shencgai |

| 2 de agosto de 1985, 19:00 | Australia                 | 2:1 (1:0) | Congo     | Estadio Hongqiao, Tianjin                                             |                                                                       |
|                            | Trimboli 19' · Thodis 42' | Reporte   | Kakou 76' | Asistencia: 20.000 espectadores Árbitro(s): Hassan Abdullah Al Mullah | Asistencia: 20.000 espectadores Árbitro(s): Hassan Abdullah Al Mullah |

| 2 de agosto de 1985, 20:45 | Argentina   | 1:1 (1:1) | Alemania Federal | Estadio Hongqiao, Tianjin                               |                                                         |
|                            | Cáceres 16' | Reporte   | Gabriel 15'      | Asistencia: 20.000 espectadores Árbitro(s): Miklos Nagy | Asistencia: 20.000 espectadores Árbitro(s): Miklos Nagy |

| 4 de agosto de 1985, 19:00 | Australia    | 1:0 (1:0) | Alemania Federal | Estadio Hongqiao, Tianjin                                |                                                          |
|                            | Trimboli 12' | Reporte   |                  | Asistencia: 20.000 espectadores Árbitro(s): Karim Camara | Asistencia: 20.000 espectadores Árbitro(s): Karim Camara |

| 4 de agosto de 1985, 20:45 | Argentina                                              | 4:2 (3:0) | Congo                          | Estadio Hongqiao, Tianjin                                       |                                                                 |
|                            | H. Maradona 23' (pen.), 24' · Frutos 38' · Álvarez 63' | Reporte   | Salles 46' · Mantot 60' (pen.) | Asistencia: 20.000 espectadores Árbitro(s): Joaquín Urrea Reyes | Asistencia: 20.000 espectadores Árbitro(s): Joaquín Urrea Reyes |

#### Grupo C
| Equipo         | Pts | PJ | PG | PE | PP | GF | GC | Dif |
| -------------- | --- | -- | -- | -- | -- | -- | -- | --- |
| Arabia Saudita | 5   | 3  | 2  | 1  | 0  | 7  | 2  | 5   |
| Nigeria        | 5   | 3  | 2  | 1  | 0  | 4  | 0  | 4   |
| Italia         | 2   | 3  | 1  | 0  | 2  | 3  | 4  | -1  |
| Costa Rica     | 0   | 3  | 0  | 0  | 3  | 1  | 9  | -8  |

| 31 de julio de 1985, 19:00 | Arabia Saudita                                                | 4:1 (1:1) | Costa Rica         | Estadio Dalian People's, Dalian                            |                                                            |
|                            | Al Dorsav 25' · Al Suraiti 63' · Al Razgan 66' · Al Fahad 68' |           | Hernan Medford 12' | Asistencia: 35.000 espectadores Árbitro(s): Arnaldo Coelho | Asistencia: 35.000 espectadores Árbitro(s): Arnaldo Coelho |

| 31 de julio de 1985, 20:45 | Nigeria   | 1:0 (0:0) | Italia | Estadio Dalian People's, Dalian                            |                                                            |
|                            | Momoh 67' |           |        | Asistencia: 35.000 espectadores Árbitro(s): Angelo Bratsis | Asistencia: 35.000 espectadores Árbitro(s): Angelo Bratsis |

| 2 de agosto de 1985, 19:00 | Arabia Saudita | 0:0 | Nigeria | Estadio Dalian People's, Dalian                            |  |
|                            |                |     |         | Asistencia: 36.000 espectadores Árbitro(s): Angelo Bratsis |  |

| 2 de agosto de 1985, 20:45 | Costa Rica | 0:2 (0:1) | Italia                       | Estadio Dalian People's, Dalian                             |                                                             |
|                            |            |           | Caverzan 17' · Bresciani 46' | Asistencia: 30.000 espectadores Árbitro(s): Simón Bantsimba | Asistencia: 30.000 espectadores Árbitro(s): Simón Bantsimba |

| 4 de agosto de 1985, 19:00 | Arabia Saudita                     | 3:1 (1:1) | Italia        | Estadio Dalian People's, Dalian                            |                                                            |
|                            | Al Boushal 4', 61' · Al Razgan 78' |           | Bresciani 37' | Asistencia: 30.000 espectadores Árbitro(s): Arnaldo Coelho | Asistencia: 30.000 espectadores Árbitro(s): Arnaldo Coelho |

| 4 de agosto de 1985, 20:45 | Costa Rica | 0:3 (0:0) | Nigeria                                  | Estadio Dalian People's, Dalian                          |                                                          |
|                            |            |           | Igbinoba 62' · Momoh 70' · Babatunde 72' | Asistencia: 30.000 espectadores Árbitro(s): Zhang Daqiao | Asistencia: 30.000 espectadores Árbitro(s): Zhang Daqiao |

#### Grupo D
| Equipo  | Pts | PJ | PG | PE | PP | GF | GC | Dif |
| ------- | --- | -- | -- | -- | -- | -- | -- | --- |
| Hungría | 5   | 3  | 2  | 1  | 0  | 4  | 0  | 4   |
| Brasil  | 4   | 3  | 2  | 0  | 1  | 4  | 2  | 2   |
| México  | 3   | 3  | 1  | 1  | 1  | 3  | 3  | 0   |
| Catar   | 0   | 3  | 0  | 0  | 3  | 2  | 8  | -6  |

| 31 de julio de 1985, 19:00 | Catar             | 1:2 (0:1) | Brasil                      | Estadio Hongkou, Shanghái                                         |                                                                   |
|                            | Saud Al Thani 67' |           | Rodrigues 59' · William 65' | Asistencia: 30.000 espectadores Árbitro(s): Christopher Bambridge | Asistencia: 30.000 espectadores Árbitro(s): Christopher Bambridge |

| 31 de julio de 1985, 20.45 | México | 0:0 | Hungría | Estadio Hongkou, Shanghái                              |  |
|                            |        |     |         | Asistencia: 30.000 espectadores Árbitro(s): Cui Baoyin |  |

| 2 de agosto de 1985, 19:00 | Catar                 | 1:3 (1:1) | México                        | Estadio Hongkou, Shanghái                                         |                                                                   |
|                            | Saleh Al Mohannadi 5' |           | Cortes 36' · Ledesma 52', 77' | Asistencia: 25.000 espectadores Árbitro(s): Karl-Heinz Tritschler | Asistencia: 25.000 espectadores Árbitro(s): Karl-Heinz Tritschler |

| 2 de agosto de 1985, 20:45 | Brasil | 0:1 (0:0) | Hungría          | Estadio Hongkou, Shanghái                                         |                                                                   |
|                            |        |           | Zoltan Kanal 55' | Asistencia: 25.000 espectadores Árbitro(s): Christopher Bambridge | Asistencia: 25.000 espectadores Árbitro(s): Christopher Bambridge |

| 4 de agosto de 1985, 19:00 | Catar | 0:3 (0:2) | Hungría                           | Estadio Hongkou, Shanghái                                            |                                                                      |
|                            |       |           | Huszak 9' · Marik 38' · Kanal 80' | Asistencia: 25.000 espectadores Árbitro(s): Juan Oscar Ortube Vargas | Asistencia: 25.000 espectadores Árbitro(s): Juan Oscar Ortube Vargas |

| 31 de julio de 1985, 20:45 | Brasil                     | 2:0 (0:0) | México | Estadio Hongkou, Shanghái                                         |                                                                   |
|                            | William 60' · Mauricio 67' |           |        | Asistencia: 25.000 espectadores Árbitro(s): Karl-Heinz Tritschler | Asistencia: 25.000 espectadores Árbitro(s): Karl-Heinz Tritschler |

### Segunda fase
|  | Cuartos de final | Cuartos de final |                  |        | Semifinales  | Semifinales  |  |  | Final | Final |
|  |                  |                  |                  |        |              |              |  |  |       |       |
|  |                  |                  |                  |        |              |              |  |  |       |       |
|  |                  |                  |                  |        |              |              |  |  |       |       |
|  | China            | 2                |                  |        |              |              |  |  |       |       |
|  | China            | 2                |                  |        |              |              |  |  |       |       |
|  | Alemania Federal | 4                |                  |        |              |              |  |  |       |       |
|  | Alemania Federal | 4                | Alemania Federal | 4      |              |              |  |  |       |       |
|  |                  |                  | Alemania Federal | 4      |              |              |  |  |       |       |
|  |                  | Brasil           | 3                |        |              |              |  |  |       |       |
|  | Arabia Saudita   | Brasil           | 3                | 1      |              |              |  |  |       |       |
|  | Arabia Saudita   |                  |                  | 1      |              |              |  |  |       |       |
|  | Brasil           | 2                |                  |        |              |              |  |  |       |       |
|  | Brasil           | 2                | Alemania Federal | 0      |              |              |  |  |       |       |
|  |                  |                  | Alemania Federal | 0      |              |              |  |  |       |       |
|  |                  | Nigeria          | 2                |        |              |              |  |  |       |       |
|  | Hungría          | Nigeria          | 2                | 1      |              |              |  |  |       |       |
|  | Hungría          |                  |                  | 1      |              |              |  |  |       |       |
|  | Nigeria          | 3                |                  |        |              |              |  |  |       |       |
|  | Nigeria          | 3                | Nigeria (p.)     | 1 (4)  | Tercer lugar | Tercer lugar |  |  |       |       |
|  |                  |                  | Nigeria (p.)     | 1 (4)  |              |              |  |  |       |       |
|  |                  | Guinea           | 1 (2)            |        |              |              |  |  |       |       |
|  | Australia        | Guinea           | 1 (2)            | 0 (2)  | Brasil       | 4            |  |  |       |       |
|  | Australia        |                  |                  | 0 (2)  | Brasil       | 4            |  |  |       |       |
|  | Guinea (p.)      | 0 (4)            |                  | Guinea | 1            |              |  |  |       |       |
|  | Guinea (p.)      | 0 (4)            |                  |        | 1            |              |  |  |       |       |
|  |                  |                  |                  |        |              |              |  |  |       |       |
|  |                  |                  |                  |        |              |              |  |  |       |       |

#### Cuartos de final
| 7 de agosto de 1985, 19:30 | China                             | 2:4 (2:3) | Alemania Federal                             | Estadio de los Trabajadores, Pekín                         |                                                            |
|                            | Guo Zhuang 14' · Tu Shengqiao 39' | Reporte   | Witeczek 10', 37', 45' · Bi Sheng 35' (a.g.) | Asistencia: 80.000 espectadores Árbitro(s): Arnaldo Coelho | Asistencia: 80.000 espectadores Árbitro(s): Arnaldo Coelho |

| 7 de agosto de 1985, 19:30 | Arabia Saudita       | 1:2 (0:1) | Brasil                  | Estadio Dalian People's, Dalian                                   |                                                                   |
|                            | Al Razgan 52' (pen.) | Reporte   | William 38', 49' (pen.) | Asistencia: 30.000 espectadores Árbitro(s): Carlos Alfaro Venegas | Asistencia: 30.000 espectadores Árbitro(s): Carlos Alfaro Venegas |

| 7 de agosto de 1985, 19:30 | Hungría  | 1:3 (1:1) | Nigeria                       | Estadio Hongkou, Shanghái                                         |                                                                   |
|                            | Marik 2' | Reporte   | Momoh 17', 58' · Igbinoba 60' | Asistencia: 25.000 espectadores Árbitro(s): Christopher Bambridge | Asistencia: 25.000 espectadores Árbitro(s): Christopher Bambridge |

| 7 de agosto de 1985, 19:30 | Australia | 0:0 (t. s.)(2:4 p.) | Guinea | Estadio Hongqiao, Tianjin                                 |                                                           |
|                            |           | Reporte             |        | Asistencia: 20.000 espectadores Árbitro(s): Claudio Pieri | Asistencia: 20.000 espectadores Árbitro(s): Claudio Pieri |

#### Semifinales
| 9 de agosto de 1985, 19:30 | Alemania Federal                       | 4:3 (1:2) | Brasil                                       | Estadio de los Trabajadores, Pekín                        |                                                           |
|                            | Witeczek 15', 57', 66' · Konerding 47' | Reporte   | Bismarck 6' · André Cruz 37' · Rodrigues 70' | Asistencia: 50.000 espectadores Árbitro(s): Joaquín Urrea | Asistencia: 50.000 espectadores Árbitro(s): Joaquín Urrea |

| 9 de agosto de 1985, 19:30 | Nigeria   | 1:1 (1:1; 1:1) (t. s.)(4:2 p.) | Guinea     | Estadio Hongkou, Shanghái                                   |                                                             |
|                            | Atere 10' | Reporte                        | Soumah 20' | Asistencia: 30.000 espectadores Árbitro(s): Carlos Esposito | Asistencia: 30.000 espectadores Árbitro(s): Carlos Esposito |

#### Tercer lugar
| 11 de agosto de 1985, 17:30 | Brasil                                                  | 4:1 (2:0) | Guinea    | Estadio de los Trabajadores, Pekín                     |                                                        |
|                             | Marques 11' · Mauricio 42' · William 51' · Bismarck 73' | Reporte   | Sylla 65' | Asistencia: 80.000 espectadores Árbitro(s): Cui Baoyin | Asistencia: 80.000 espectadores Árbitro(s): Cui Baoyin |

#### Final
| 11 de agosto de 1985, 19:30 | Alemania | 0:2 (0:1) | Nigeria                     | Estadio de los Trabajadores, Pekín                                |                                                                   |
|                             |          | Reporte   | Akpoborie 4' · Igbinoba 79' | Asistencia: 80.000 espectadores Árbitro(s): Christopher Bambridge | Asistencia: 80.000 espectadores Árbitro(s): Christopher Bambridge |

## Posiciones Finales
| Equipo | Equipo           | Pts | PJ | PG | PE | PP | GF | GC | Dif |
| ------ | ---------------- | --- | -- | -- | -- | -- | -- | -- | --- |
| 1      | Nigeria          | 10  | 6  | 4  | 2  | 0  | 10 | 2  | +8  |
| 2      | Alemania Federal | 7   | 6  | 3  | 1  | 2  | 13 | 10 | +3  |
| 3      | Brasil           | 8   | 6  | 4  | 0  | 2  | 13 | 8  | +5  |
| 4      | Guinea           | 6   | 6  | 2  | 2  | 2  | 7  | 7  | 0   |
| 5      | Australia        | 7   | 4  | 3  | 1  | 0  | 4  | 1  | +3  |
| 6      | Arabia Saudita   | 5   | 4  | 2  | 1  | 1  | 8  | 4  | +4  |
| 7      | Hungría          | 5   | 4  | 2  | 1  | 1  | 5  | 3  | +2  |
| 8      | China            | 5   | 4  | 2  | 1  | 1  | 8  | 7  | +1  |
| 9      | Argentina        | 3   | 3  | 1  | 1  | 1  | 5  | 4  | +1  |
| 10     | México           | 3   | 3  | 1  | 1  | 1  | 3  | 3  | 0   |
| 11     | Italia           | 2   | 3  | 1  | 0  | 2  | 3  | 4  | -1  |
| 12     | Estados Unidos   | 2   | 3  | 1  | 0  | 2  | 3  | 5  | -2  |
| 13     | Bolivia          | 1   | 3  | 0  | 1  | 2  | 2  | 6  | -4  |
| 14     | Congo            | 0   | 3  | 0  | 0  | 3  | 4  | 10 | -6  |
| 15     | Catar            | 0   | 3  | 0  | 0  | 3  | 2  | 8  | -6  |
| 16     | Costa Rica       | 0   | 3  | 0  | 0  | 3  | 1  | 9  | -8  |

## Goleadores
| Jugador             | Selección        | Goles |
| ------------------- | ---------------- | ----- |
| Marcel Witeczek     | Alemania Federal | 8     |
| William             | Brasil           | 5     |
| Momoh Billa         | Nigeria          | 4     |
| Zhuang Guo          | China            | 3     |
| Abdulaziz Al Razgan | Arabia Saudita   | 3     |
| Bismarck            | Brasil           | 3     |
| Victor Igbinoba     | Nigeria          | 3     |